# Ivan Vavpotič
Ivan Vavpotič, slovenski slikar, ilustrator in scenograf, * 21. februar 1877 Kamnik, † 11. januar 1943 Ljubljana.
Oče je bil zdravnik Janez Vavpetič (ali Vaupotič), mama  pa Maria (rojena Obrekar). Vavpotič je predstavnik akademskega realizma, portretist in vedutist. Pomembno je še njegovo ilustratorsko delo in osnutki za gledališke scene. Študiral je v  Pragi, Parizu in na Dunaju. Kot profesor je poučeval na realki v Idriji. Po opuščeni profesuri je živel kot svoboden umetnik v Ljubljani. Bil je med organizatorji stanovskega društva in kritik.
Vavpotič je avtor prvih slovenskih poštnih znamk (Verigar), uporabljanih tudi v Kraljevini SHS.